# سربرنيتسا
سَرَبْرَنِيتَة أو سَرَبْرَنِيَجة (بالصربية: Srebrenica؛ بالتركية: صربرنیچه) مدينة جبلية صغيرة تقع شرق البسنة والهرسك، صناعاتها الأساسية هي التعدين وصناعة الملح بالإضافة لوجود عدد من المنتجعات الصحية قريبًا منها. كانت مسرحاً لمذبحة سربرنيتة الشهيرة عام 1995 والتي قتل فيها ما يزيد عن 8 آلاف مدني واغتصاب منظم للبسنيات تحت مرئى قوات الأمم المتحدة الهولندية، في 24 مارس 2007 اعتمد التجمع البلدي لسربرنيتة قرارًا بالانفصال عن صربيا مع البقاء مع البسنة والهرسك، الأعضاء الصرب للتجمع رفضوا القرار.

## التركيبة السكانية
في 2005 كان هناك 4 آلاف بسني في البلدة، تقريبًا ثلث السكان:
| سنوات الإحصاء | الإجمالي | المسلمون        | الصرب           | الكروات     | اليوغسلاف       | أخرون           |
| ------------- | -------- | --------------- | --------------- | ----------- | --------------- | --------------- |
| 1991          | 36,666   | 27,572 (75.19%) | 8,315 (22.67%)  | 38 (0.10%)  | 380 (1.03%)     | 361 (0.98%)     |
| 1981          | 36,292   | 24,930 (68.69%) | 10,294 (28.36%) | 80 (0.22%)  | 602 (1.65%)     | 386 (1.06%)     |
| 1971          | 33,357   | 20,968 (62.85%) | 11,918 (35.72%) | 109 (0.32%) | 121 (0.36%)     | 241 (0.72%)     |
| 1961          | 29,283   | 14,565 (49.74%) | 12,540 (42.82%) | 71 (0.24%)  | 1,967 (6.71%)   |                 |
| 1953          | 46,647   |                 | 23,545 (50.47%) | 106 (0.45%) | 22,791 (48.86%) |                 |
| 1948          | 39,954   |                 | 20,195 (50.55%) | 52 (0.13%)  |                 | 19,671 (49.23%) |
| 1938          | 35,210   | 17,332 (49.2%)  | 17,766 (50.5%)  | 103 (0.29%) |                 |                 |

كانت حدود المدينة في الأعوام 1953 و1961 مختلفة، في عام 1953 لم يكن المسلمون يعدون كمجموعة الأمر الذي أدى لاعتبار المسلمين السولفاك كيوغسلافيين، واليوغسلافيين أيضًا لم يتم اعتبارهم وعدهم كمجموعة مختلفة إلا في سنة 1948 وقبلها كانوا يندرجون تحت مسمى الآخرون.
| السنوات | الإجمالي | البسنة         | الصرب          | الكروات    | اليوغسلاف   | أخرون      |
| ------- | -------- | -------------- | -------------- | ---------- | ----------- | ---------- |
| 1991    | 5,746    | 3,673 (63.92%) | 1,632 (28.40%) | 34 (0.59%) | 328 (5.70%) | 79 (1.37%) |

## الاقتصاد

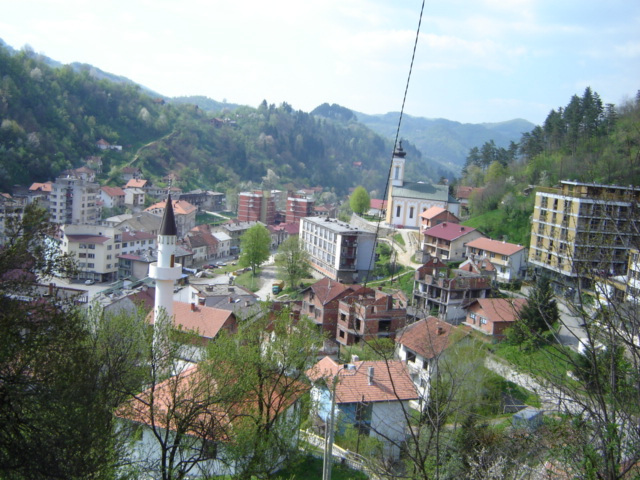
منظر من المدينة

قبل 1992 كان هناك مصنع تعدين في المدينة للرصاص والزنك والذهب، لكن اقتصاد المدينة دُمر بعد هجوم الصِرب عليها. لكن اقتصاد المدينة تعافى بشكل جيد وبدأت الشركات من جميع أنحاء البسنة والهرسك بفتح مكاتب لها في المدينة وبحسب الخبراء فإن اقتصاد المدينة يتعافى بشكل بطيء

## تاريخ
أقدم إشارة للمدينة كانت في 1376 حيث كانت مركز مهم للتجارة في منطقة البلقان الغربية بسبب المناجم الموجودة بها، مما أدى لنزوح عدد كبير من التجار من جمهورية راغوزة وسيطروا على تجارة الفضة المحلية والتصدير عن طريق البحر عبر ميناء راغوزة وخلال القرن ال 14 أتى عدد كبير من العمال الألمان للمدينة.
في 1420 بدأت الدولة العثمانية محاولتها السيطرة على المدينة الأمر الذي حاربه الملك تفرتوك الثاني وأصبحت المدينة تحت الحكم العثماني في 1420 وقد تحول عدد كبير من سكانها إلى الإسلام ولكن بشكل أبطئ من بقية المدن المجاورة بسبب وجود عدد كبير من الكاثوليك في المدينة. ومع وجودها تحت الحكم العثماني قلت أهميتها الاقتصادية وكذلك تناقصت أعداد الكاثوليك فيها. في مطلع كانون الثاني 1941 دخل الجيش اليوغسلافي أو الجيتنك إلى المدينة وقتلوا ما يقارب من الألف مسلم بها.

## مذبحة سربرنيتة
تعرضت مدينة سربرنيتة للإبادة الجماعية والاغتصاب المنظم لسكانها من الجنود الصِرب وتحت حماية القوات الهولندية التي كانت تراقب المدينة خلال عمليات الإبادة دون أن تدافع عن المدنيين وقامت بتسليم من فر من المدنيين إليها إلى القوات الصربية ليتم قتله. الأهداف الإستراتيجية التي أعلنتها رئاسة صِرب البسنة هي إقامة الحدود لفصل الصرب عن المجموعات العرقية الأخرى وإلغاء الحدود على طول نهر درينا التي تفصل بين صرب البسنة وصربيا. وقد كان مسلمو البسنة البوشناق عقبة أمام هذا المشروع العنصري.
و في الأيام الأولى من التهجير القسري التي تلت بداية الحرب في نيسان 1992 احتلت القوات الصربية مدينة صربيا التي أُستعيدت لاحقًا من قبل المقاومة البسنية، وقامت بعمليات تطهير عنصري لسكان المدينة مخلفة 8 آلاف قتيل.

## مواضيع ذات صلة
- مذبحة سربرنيتة
- تكريما لمدينة سربرنيتة

## وصلات خارجية
- بوابة البسنة والهرسك باللغة العربية